# Desmond Connell
Desmond Connell (Dublín, 24 de març de 1926 - Dublín, 21 de febrer de 2017) va ser un cardenal irlandès de l'Església Catòlica. Fou l'arquebisbe emèrit de Dublín i Primat d'Irlanda. Era un dels diversos clergues d'alt rang que va ser fortament criticats per la falta d'acció i per fer declaracions falses en relació als casos d'abusos sexuals per part de clergues a Dublín.

## Biografia
Connell va néixer a Dublín. Va ser educat a l'escola Nacional de Sant Pere de Phibsboro i al Belvedere College de la Companyia de Jesús. Desmond Connell va estudiar per al sacerdoci al Holy Cross College, Clonliffe. Va estudiar Arts a la Universitat de Dublín (UCD) i es va graduar amb un BA en 1946; se li va concedir un MA l'any següent. Entre 1947 i 1951, va estudiar teologia al St Patrick's College, Maynooth per a una llicenciatura en Teologia. Va continuar els seus estudis a la Universitat de Lovaina, Bèlgica, on va assolir un doctorat en Filosofia en 1953. En 1981 se li va concedir un D.Litt. per la Universitat Nacional d'Irlanda].

### Carrera eclesiàstica
Connell va ser ordenat sacerdot per l'arquebisbe John Charles McQuaid, el 19 de maig de 1951. Va obtenir un càrrec de professor en el Departament de Metafísica a la Universitat de Dublín. Va ser nomenat professor de metafísica general el 1972 i el 1983 va esdevenir degà de la Facultat de Filosofia i Sociologia. El departament de Metafísica de la Universitat va ser abolit després de la marxa de Connell.

### Arquebisbe de Dublín
Connell va ser nomenat arquebisbe de Dublín per la Santa Seu a principis de 1988. Va ser consagrat a la Pro-Catedral de Dublín el 6 de març de 1988.
Va ser creat cardenal prevere pel Papa Joan Pau II al consistori celebrat a Roma el 21 de febrer de 2001 amb el Titulus de S. Silvestri en Capite. Els arquebisbes d'Armagh, que posseeixen el títol més alt de Primat de tota Irlanda, eren més habitualment creats cardenals que no pas els arquebisbes de Dublín. L'últim arquebisbe de Dublín que havia estat cardenal va ser el cardenal Edward Maccabe, que va estat creat el 1882.
El 26 d'abril de 2004, Connell es va retirar com a arquebisbe, lliurant la diòcesi al seu coadjutor, Diarmuid Martin. Tots els bisbes presenten la seva renúncia al Papa en el seu 75è aniversari. La de Connell va ser acceptada poc després de complir els 78. Va assistir al 50è Congrés Eucarístic Internacional a Dublín el juny de 2012 i concelebrà a la missa Statio Orbis a l'estadi Croke Park.

### El Papa Benet XVI
Connell va ser un dels cardenals electors que van participar en el conclave papal 2005 que va escollir el papa Benet XVI. Desmond Connell es considerà bastant proper al Papa Benet, tant teològica com personalment, car ambdós havien servit junts en diverses congregacions. Connell havia estat un partidari de la declaració del Sant Ofici Dominus Iesus en 2000, aplaudint la seva oposició al relativisme.

## Els casos d'abusos sexuals
Va ser l'error de Connell, quan va ser arquebisbe de Dublín des de 1988 fins a 2004, com va fer front de manera adequada els escàndols d'abusos a Dublín que van portar al Vaticà a assignar l'arquebisbe Martin com el seu successor a la diòcesi més gran del país. L'informe Murphy va trobar que Connell havia manejat l'assumpte "malament", i que va ser "lent per reconèixer la gravetat de la situació". Se'l va lloar per posar els registres de l'arxidiòcesi a disposició de les autoritats en 2002 i per les seves accions al 1995 per donar a les autoritats els noms de 17 sacerdots que havien estat acusats d'abusos, encara que va dir que la llista era incompleta com queixes es van fer contra almenys 28 sacerdots a l'arxidiòcesi. Va ser criticat per ser econòmic amb la veritat en el seu úsdel concepte de reserva mental per respondre adequadament preguntes amb la veritat sobre el seu coneixement de les activitats abusives per part de sacerdots sota el seu control.
Des de 1988 Connell va tenir també va seguir assegurant la seva arxidiòcesi de responsabilitat dels demandants, mentre que reclamava a la Comissió Murphy que l'arxidiòcesi estava "en una corba d'aprenentatge" pel que fa a l'abús infantil. He Disposà que els pagaments de compensació fossin efectuats a través d'una "Administració de confiança" que s'havia mantingut oculta dels feligresos de l'arxidiòcesi fins al 2003. El 1996, Connell es va negar a ajudar a una víctima de Paul McGennis i no va lliurar el que sabia sobre McGennis ni a la víctima ni a la policia. Es va disculpar per això en 2002.
El 2005 la perspectiva de Connell donant proves a la Comissió Murphy va ser notable en si mateixa, d'acord amb el National Catholic Reporter: "Aquest vell cardenal de 79 anys, serà interrogat rigorosament en el seu maneig de les queixes quan era arquebisbe de Dublín des de 1998 fins seu retir l'any passat. Mai abans un príncep irlandès de l'Església Catòlica Romana s'havia vist arrossegat davant una investigació d'estat per la gestió de la diòcesi més gran del país".

## Obres publicades
Connell té diversos treballs publicats sobre questions filosòfiques o pastorals. Entre ells estan: 
- Essays in metaphysics, Four Court Press, Blackrock, Co. Dublin, 1996 ISBN 1-85182-228-3
- Christian integrity: does it matter? : pastoral letter for Lent 1992, Veritas, Dublin, 1992 ISBN 1-85390-205-5
- Christ our life: pastoral letter 1993, Veritas Publications, 1993 ISBN 1-85390-286-1
- Christ our life: pastoral letters, 1988–95, Four Courts Press, Blackrock, Co. Dublin ISBN 1-85182-207-0

There was also one work published in his honour:
- At the heart of the real: philosophical essays in honour of Dr Desmond Connell, Archbishop of Dublin edited by Fran O'Rourke, Irish Academic Press, Blackrock, Co. Dublin, 1992 ISBN 0-7165-2464-3 .

## Honors
Balí Cavaller de Gran Creu de Justícia del Sacre Orde Militar Constantinià de Sant Jordi (Casa de Borbó-Dues Sicílies)